# 빅 트러블 (2002년 영화)
《빅 트러블》(영어: Big Trouble)은 미국에서 제작된 배리 소넌펠드 감독의 2002년 블랙 코미디 영화이다. 팀 앨런 등이 출연하였고, 톰 제이컵슨 등이 제작에 참여하였다.

## 출연진
- 팀 앨런
- 러네이 루소
- 스탠리 투치
- 벤 포스터
- 주이 데이셔넬
- 톰 사이즈모어
- 조니 녹스빌
- 데니스 퍼리나
- 잭 켈러
- 저닌 거로펄로
- 패트릭 워버턴
- 드와이트 “헤비 디” 마이어스
- 오마 엡스
- 제이슨 리
- 소피아 베르가라
- 앤디 릭터
- 마이클 맥셰인
- DJ 퀄스

## 기타 제작진
- 공동 제작: 그레이엄 플레이스
- 협력 제작: 크리스 솔도
- 배역: 로나 크레스
- 미술: 개러스 스토버
- 의상: 메리 E. 보트